# Lithakiá
Lithakiá (Lithakia) är en ort i Grekland.   Den ligger i prefekturen Nomós Zakýnthou och regionen Joniska öarna, i den sydvästra delen av landet, 260 km väster om huvudstaden Aten. Lithakiá ligger 267 meter över havet och antalet invånare är 1 307. Den ligger på ön Zakynthos.
Terrängen runt Lithakiá är kuperad åt sydväst, men åt nordost är den platt. Havet är nära Lithakiá åt sydost.  Närmaste större samhälle är Zákynthos, 8,9 km nordost om Lithakiá. I omgivningarna runt Lithakiá växer i huvudsak blandskog.